# Seconda battaglia di Villers-Bretonneux
(Frank Mitchell, in Everyman at war.)
La seconda battaglia di Villers-Bretonneux fu uno scontro sul fronte occidentale della prima guerra mondiale, combattuto fra il 24 e il 25 aprile 1918 nel quadro dell'offensiva di primavera. L'esercito tedesco, guidato dal generale Erich Ludendorff, attaccò il villaggio di Villers-Bretonneux come azione diversiva rispetto alla contemporanea Quarta battaglia di Ypres, per cercare di interrompere la linea ferroviaria Parigi-Amiens e incunearsi fra le truppe inglesi e francesi. Il 24 aprile, le unità tedesche sfondarono le linee britanniche e presero il villaggio e le zone circostanti. Tuttavia, un contrattacco delle forze dell'Intesa guidate dal generale Henry Rawlinson, I barone Rawlinson, iniziato nella notte del 24 e proseguito nei giorni successivi, riuscì a riconquistare il terreno perduto.
La particolarità di questa battaglia fu l'impiego dei mezzi corazzati: i tedeschi utilizzarono 13 carri A7V, mentre i britannici impiegarono dieci tra carri Mark IV e Whippet. Fu proprio durante questa battaglia che ebbe luogo il primo scontro fra carri armati della storia.

## Contesto
Nel 1918, la Prima guerra mondiale era diventata ormai da tempo una guerra di trincea. Nell'anno precedente, le forze britanniche avevano lanciato varie offensive per cercare di sbloccare la situazione, ma queste erano terminate con altrettanti fallimenti costati centinaia di migliaia di morti sia agli eserciti dell'Intesa sia a quello tedesco. Con il ritiro dalla guerra della Russia (trattato di Brest-Litovsk) e il logoramento delle truppe alleate, specie di quelle francesi, le forze alleate si trovarono, all'inizio del 1918, momentaneamente indebolite.
Il generale Erich Ludendorff decise di provare a sfruttare la situazione, lanciando nel marzo di quell'anno la cosiddetta Offensiva di primavera, una serie di attacchi lungo il confine franco-tedesco. L'offensiva costituiva l'ultima possibilità, per gli Imperi centrali, di ribaltare le sorti di un conflitto in cui la loro inferiorità in termini di uomini e capacità industriale li stava portando alla sconfitta. La prima fase dell'offensiva, detta Operazione Michael, iniziò il 21 marzo e terminò con un sostanziale insuccesso, in quanto gli obiettivi principali, Amiens e Arras, rimasero in mani alleate e il poco terreno conquistato non valeva le perdite subìte.
Ludendorff lanciò allora, in aprile, un nuovo attacco più a nord, nelle Fiandre (Operazione Georgette), che diede origine a una serie di scontri noti come Quarta battaglia di Ypres. Verso la fine di aprile, Ludendorff decise di affiancare a quell'offensiva un assalto diversivo, portato nuovamente contro Amiens. La città aveva una grande importanza logistica, in quanto era il capolinea di una linea ferroviaria per Parigi, e l'unica linea alternativa passava per Abbeville, a pochi chilometri dalla costa. Inoltre, un attacco riuscito avrebbe permesso alle forze tedesche di creare un cuneo fra le truppe francesi e quelle britanniche. Fra il territorio controllato dai tedeschi e Amiens era situato il villaggio di Villers-Bretonneux, che già era stato oggetto di uno degli ultimi assalti della Germania durante l'Operazione Michel (la Prima battaglia di Villers-Bretonneux). In previsione di un nuovo attacco, l'Intesa aveva schierato numerose forze nella zona circostante al paese, in particolare nei boschi. Le unità comprendevano battaglioni britannici, australiani e francesi (questi ultimi erano formati anche da truppe coloniali, oltre alla Legione straniera).

## Corso della battaglia

### L'attacco tedesco
Nei sette giorni precedenti l'offensiva, i tedeschi cominciarono un bombardamento preparatorio su Villers-Bretonneux e dintorni. In particolare, l'artiglieria colpì il Bois l'Abbé e il Bois d'Aquenne, in cui stazionavano i difensori. Gli attacchi, condotti usando iprite ed esplosivi ad alto potenziale, causarono gravi perdite.
Il 24 aprile, le truppe tedesche lanciarono l'assalto al villaggio. Le condizioni si rivelarono favorevoli all'impiego di mezzi corazzati: il terreno era pianeggiante, asciutto, quasi privo di trincee e ostacoli e non troppo martoriato dai crateri delle artiglierie. Inoltre, quel giorno era presente nebbia, che protesse i carri dall'artiglieria britannica. Per la battaglia, furono impiegati tre divisioni di fanteria e i 13 A7V della 2. Armee, divisi in tre gruppi.

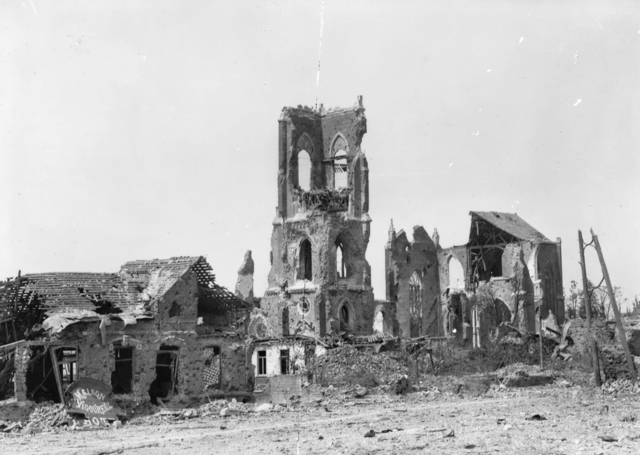
La chiesa di Villers-Bretonneux dopo la battaglia

La prima unità, composta dai carri 526, 527 e 560, supportò la 228ª Divisione nell'assalto a Villers-Bretonneux. L'offensiva fu un successo: protette da proiettili fumogeni e favorite dall'effetto sorpresa — i britannici dell'8ª divisione non si aspettavano che i tedeschi disponessero di carri armati — le truppe presero la città in circa tre ore.
La seconda squadra di A7V, incaricata di supportare la 4ª Divisione Guardie, fu divisa in due sottogruppi comprendenti tre carri ciascuno. Il primo di questi, costituito dai carri n. 505, 506 e 507, avanzò aggirando Villers-Bretonneux da sud, mentre il secondo, formato dai veicoli 541, 562 e 501, si diresse verso il Bois d'Aquenne. Nonostante alcuni imprevisti, il più grave dei quali fu il ribaltamento del carro 506 Mephisto che l'equipaggio dovette quindi abbandonare, anche quest'unità si dimostrò efficace, sostenendo la fanteria nell'attacco al bosco.
Il terzo gruppo di carri, comprendente i mezzi n. 542, 561, 525, 504, era invece destinato ad muovere verso Cachy, scortando la 77ª Divisione: la presa di quella città avrebbe dato ai tedeschi l'accesso alle alture dominanti Amiens, e consentito loro di incunearsi fra le forze britanniche e francesi. Durante l'avanzata l'A7V 542 Elfriede si ribaltò quasi subito in una buca di sabbia; gli altri tre carri riuscirono invece a raggiungere Cachy.
Nel frattempo, le truppe alleate nascoste nel Bois d'Aquenne erano state informate della cattura di Villers-Bretonneux. Per impedire la caduta anche di Cachy, fra le ore 10 e le ore 11 fu presa la misura di emergenza di inviare verso la città i tre carri armati Mark IV presenti nel bosco appartenenti alla compagnia "A" del 1º battaglione carri. Il primo mezzo, comandato dal luogotenente Frank Mitchell, era un "Maschio", ovvero un modello armato con due cannoni Hotchkiss da 6 lb (57 mm) e mitragliatrici da 0,303 in (7.7 mm). L'equipaggio previsto era di sette uomini oltre al comandante, ma il carro dovette partire con soli quattro operatori, perché gli altri erano stati intossicati dai gas lanciati durante i bombardamenti. I due carri che accompagnavano Mitchell erano invece delle "Femmine", esemplari dotati solo di mitragliatrici.
Superati i bombardamenti di sbarramento, i Mark IV procedettero verso Cachy, ma improvvisamente si imbatterono in uno dei carri tedeschi del terzo gruppo d'assalto, in procinto di dirigersi verso il proprio punto di ritrovo dopo aver raggiunto la città. Si trattava del mezzo n. 561 Nixe, comandato dal sottotenente Wilhelm Biltz, che era rimasto leggermente più a nord degli altri. Avvistati i nemici, gli equipaggi si apprestarono al combattimento.

### La battaglia di carri
Nonostante la superiorità numerica di tre contro uno per i britannici, lo scontro fu molto equilibrato. Le mitragliatrici dei Mark IV si rivelarono infatti impotenti contro la corazza dell'A7V. Viceversa, il cannone da 57 mm del Nixe aprì ampi squarci nella corazza delle due "femmine", al punto di esporre i loro equipaggi al fuoco delle mitragliatrici. I due mezzi, danneggiati e senza armi efficaci, furono perciò costretti a ritirarsi, lasciando il "maschio" di Mitchell a duellare contro gli uomini di Biltz.
Il carro britannico rimasto doveva però muoversi continuamente, per evitare il fuoco dell'artiglieria tedesca e del mezzo nemico, e ciò rendeva molto complicato il puntamento dei suoi cannoni Hotchkiss. I contendenti continuarono a manovrare e spararsi vicendevolmente, finché il Mark IV azzardò a fermarsi, per consentire al puntatore di tirare con precisione. La manovra ebbe successo: il Nixe fu centrato tre volte e messo fuori combattimento, e il mitragliere del Mark IV uccise cinque membri del suo equipaggio mentre abbandonavano il mezzo.
Dopo il duello con quello di Biltz, il carro di Mitchell vide sopraggiungere truppe tedesche e, in lontananza, i due A7V superstiti del terzo gruppo, il 525 Siegfried e il 504 Schnuck, anch'essi di ritorno da Cachy. La fanteria fu affrontata con proiettili a mitraglia, ma i carri erano una minaccia maggiore: se avessero ingaggiato il Mark IV, questo si sarebbe trovato a mal partito. Con sorpresa di Mitchell, però, i conducenti nemici si allontanarono dopo i primi colpi di aggiustamento sparati dal Mark IV. I britannici, rimasti padroni del campo, decisero tuttavia di ritirarsi, poiché il loro lento e massiccio mezzo era divenuto un ovvio bersaglio per l'artiglieria nemica.
Durante il ripiegamento di Mitchell, la 77ª Divisione Guardie tedesca fu assaltata da un gruppo di sette carri armati Whippet, appartenenti al 1º e 3º battaglione carri, comandati dal capitano Thomas Reginald Price. Si trattava di mezzi britannici di nuova concezione, più leggeri e veloci dei Mark IV, che erano di guarnigione a Cachy. I Whippet attaccarono i fanti sia sparando sia travolgendoli, provocando gravi perdite (Mitchell, che fu testimone dell'episodio, osservò che i loro cingoli erano coperti di sangue), mentre in soccorso della 77ª giunsero truppe d'assalto della 4ª Divisione Guardie e l'A7V Siegfried, comandato dal luogotenente Bitter. Nel combattimento, tre Whippet furono messi temporaneamente fuori uso e uno fu distrutto. Riguardo alla causa della perdita di questo carro, le versioni differiscono: secondo Price, il Whippet fu colpito solo dall'artiglieria tedesca. Secondo fonti tedesche, invece, a distruggerlo fu il Siegfried, che inoltre colpì anche altri Whippet per poi inseguire il resto dei nemici in fuga e scortare la fanteria di nuovo a Cachy, tornando infine al punto di ritrovo intorno alle ore 14:45. L'episodio non fu mai chiarito, e non è tuttora stato accertato nemmeno se il Siegfried avesse o meno ingaggiato i carri nemici.
Anche il carro di Mitchell, mentre affrontava un quarto A7V tedesco incontrato durante il ripiegamento, fu costretto a fermarsi, colpito da un proiettile di mortaio che ne danneggiò un cingolo. L'equipaggio abbandonò il mezzo e si rifugiò in una trincea britannica.

### La riconquista del villaggio

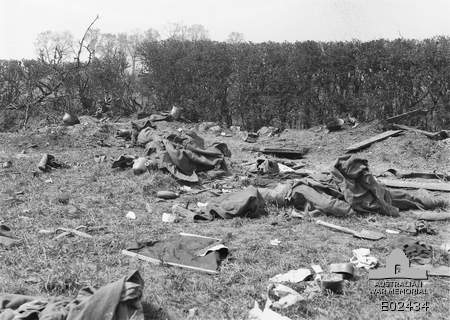
Un nido di mitragliatrici tedesco distrutto durante il contrattacco

Al termine dell'attacco, sia Villers-Bretonneux che il Bois d'Aquenne erano caduti in mani tedesche. Per riprendere il terreno perduto, Rawlinson pianificò una controffensiva. Questa fu portata, nella notte fra il 24 e il 25 aprile, dalla 13ª e 15ª brigata australiana, guidate rispettivamente dai generali Thomas William Glasgow, e Harold Edward "Pompey" Elliott, coadiuvate da reparti britannici. Il piano di Rawlinson consisteva in una manovra a tenaglia: la 15ª avrebbe attaccato a nord del villaggio, la 13ª a sud. Le truppe britanniche sarebbero avanzate nello spazio fra le unità australiane. Al fine di sorprendere i tedeschi, Rawlinson rinunciò a impiegare l'artiglieria per lanciare bombardamenti preliminari.
L'attacco era inizialmente programmato per le 8 di sera, ma Glasgow obiettò che a quell'ora ci sarebbe stata ancora troppa luce, con conseguenze potenzialmente terribili per i suoi uomini, e chiese di rinviare l'attacco a un'ora più avanzata. Fu infine deciso di cominciare l'assalto alle 22.
All'inizio della controffensiva, i nidi di mitragliatrici tedesche inflissero un certo numero di perdite agli australiani, ma furono poi assaltati dalle forze dell'Intesa. In particolare, il luogotenente Clifford Sadlier ottenne la Victoria Cross per averli caricati armato di granate. Le 13ª e la 15ª irruppero in Villers-Bretonneux, catturando le postazioni tedesche e chiudendo le truppe avversarie in una sacca, da cui solo alcune riuscirono a sfuggire attraverso una trincea ferroviaria. Alla sera del 25, il villaggio era nelle mani delle forze australiane e britanniche, che lo riconsegnarono agli abitanti del luogo.
La battaglia si protrasse ancora fino al giorno 27, in quanto le truppe alleate lanciarono ulteriori contrattacchi per riprendere punti non ancora riconquistati. In particolare, la Division Marocaine dell'Armée Française attaccò il Bois d'Hangard. Nella notte fra il 26 e il 27, i francesi subentrarono definitivamente alle truppe britanniche nella difesa della linea.

## Conseguenze

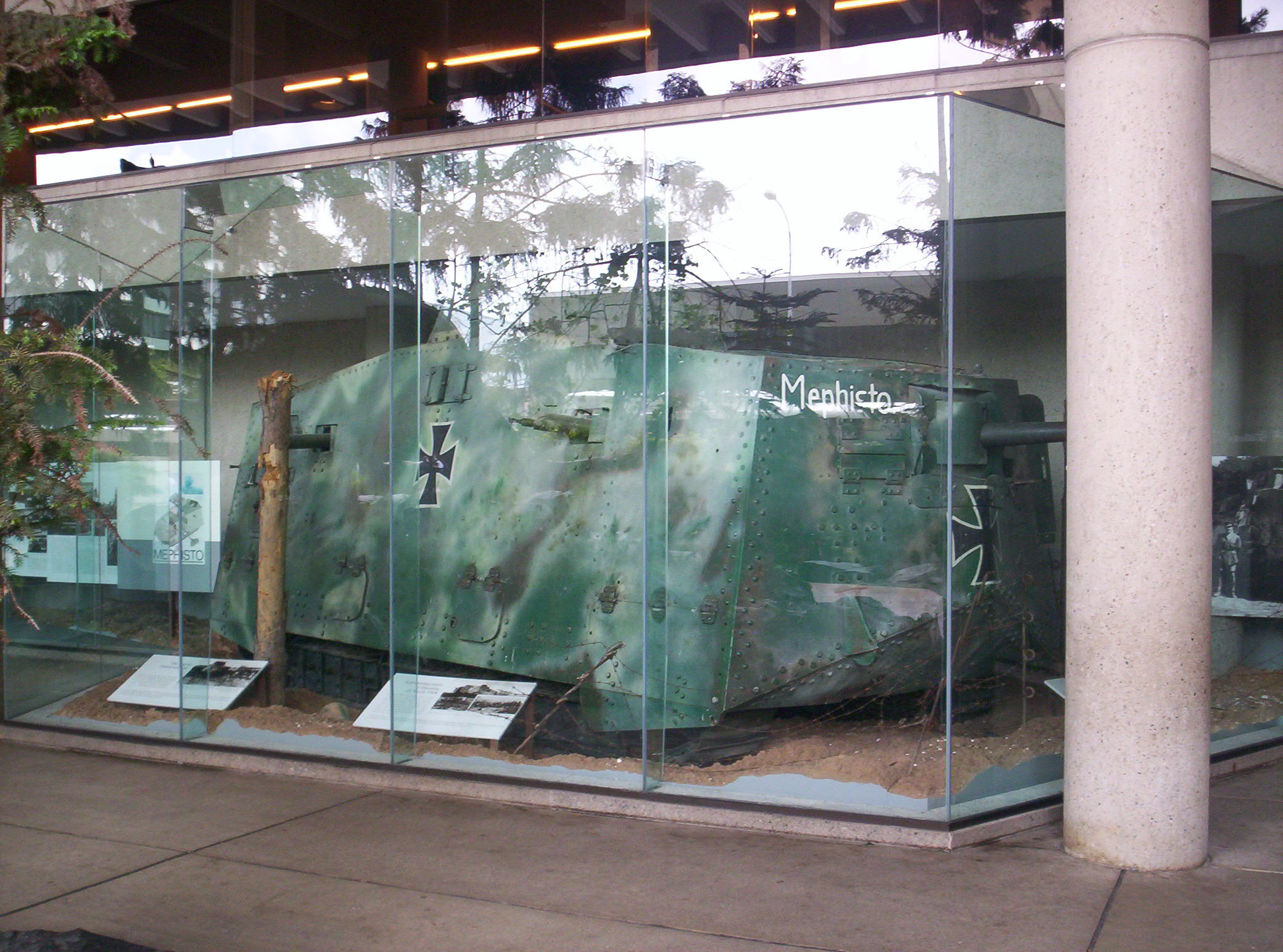
Il carro A7V n. 506 Mephisto esposto al Queensland Museum di Brisbane

Il vittorioso contrattacco di Rawlinson dava alle forze alleate l'opportunità di catturare gli A7V rimasti abbandonati durante l'attacco, ovvero il Nixe, rimasto danneggiato nel duello con i Mark I, e i carri Elfriede e Mephisto, ribaltatisi durante l'avanzata. I tedeschi tentarono di impedire che ciò accadesse, per evitare che gli Alleati potessero esaminarne le caratteristiche. Il Nixe fu recuperato dai membri superstiti del suo equipaggio, che riuscirono a riavviarlo e condurlo dietro le loro linee. Degli altri due, il Mephisto giaceva nella zona controllata dai tedeschi, mentre l'Elfriede era quello più a rischio di cattura. Per questo motivo, fu inviata una squadra demolitrice per distruggerlo. Tuttavia, i soldati incaricati della missione fecero invece saltare per errore il Mephisto. L'Elfriede fu così catturato dagli alleati, che poterono analizzarlo. Pochi mesi dopo, il 14 luglio 1918, le truppe australiane riuscirono ad avanzare tanto da catturare anche il Mephisto. Quest'ultimo carro, dopo alcuni trasferimenti, fu infine portato al Museo del Queensland di Brisbane, in Australia, dov'è tuttora esibito, unico A7V tuttora esistente.
In seguito alla battaglia, Mitchell, il comandante del Mark IV che aveva vinto il duello di carri contro il Nixe, inviò una richiesta di compenso in denaro alla Royal Navy, asserendo gli spettasse il premio destinato a chi affondava vascelli nemici. La sua domanda fu però rifiutata.
In ricordo di questa battaglia, è a Villers-Bretonneux che si celebra l'edizione francese dell'Anzac Day, una ricorrenza annuale per commemorare i caduti dell'esercito australiano e di altri paesi dell'Oceania.